# Hemiunu

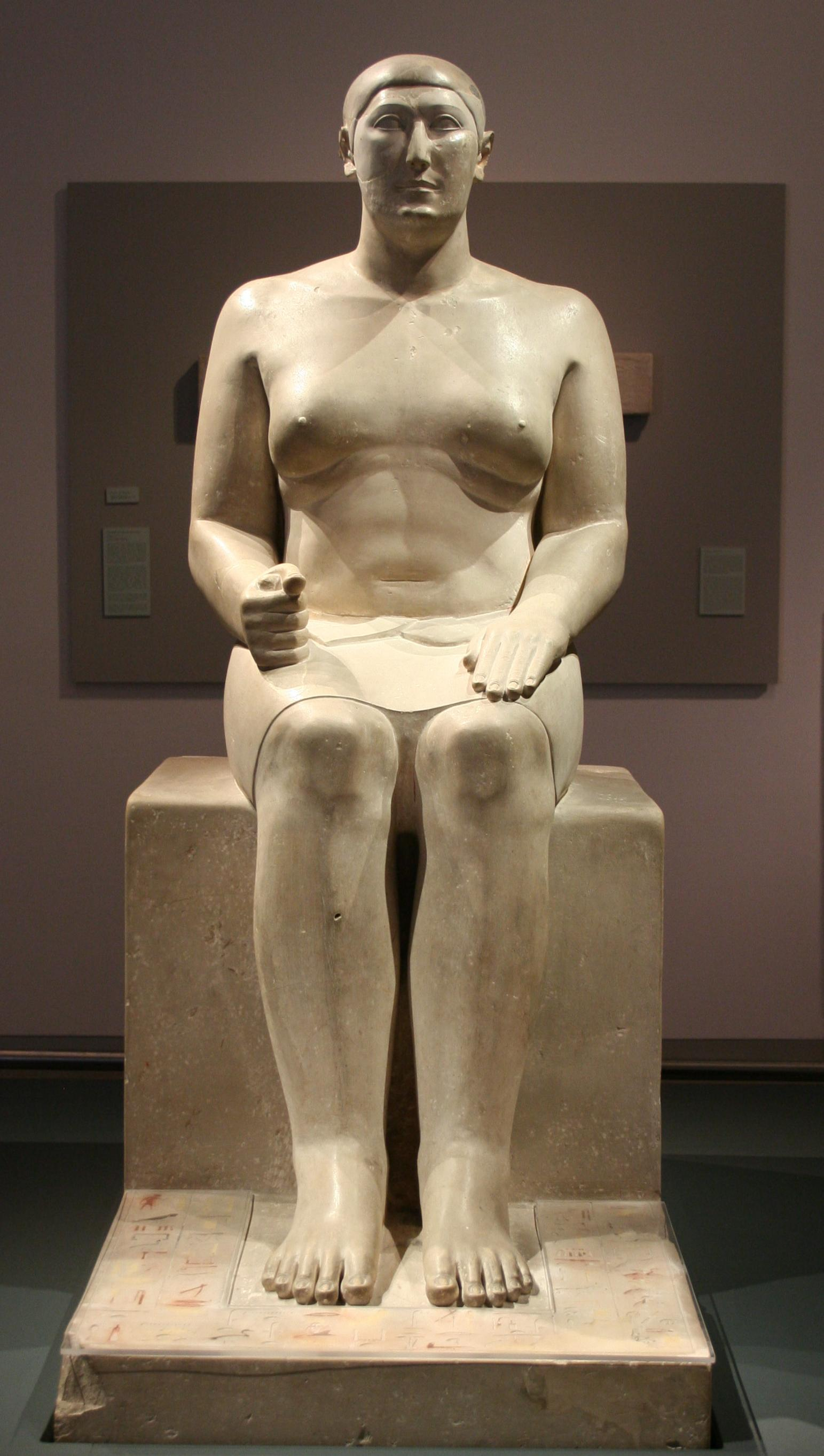
Estatua de Hemiunu encontrada en Guiza. Roemer und Pelizaeus Museum, Hildesheim.

Hemiunu (en egipcio Hem-iunu) fue un chaty (visir) de Jufu (Keops), faraón de la cuarta dinastía cerca 2580 a. C. Hijo de Nefermaat y la princesa Atet, era por tanto un miembro de la familia real.
| U36 | O28 | A50 |

| U36 | O28 | A50 |

## Mastaba de Hemiunu
Hemiunu se hizo construir una gran mastaba (G4000) no lejos de la pirámide de su soberano en el cementerio occidental de la necrópolis de Guiza. Esta mastaba ha sido excavada y estudiada por el egiptólogo alemán Hermann Junker al principio del siglo XX, durante la expedición austro-alemana de Guiza cuya dirección patrocinó. En su mastaba solo aparece identificado como mDH.w-zXA.w-nswt, 'Maestro o Jefe de los Escribas del Rey'. Se ha manejado la hipótesis de que quizá podría haber sido el arquitecto de Keops (Jufu) y por tanto de la Gran Pirámide, pero lo cierto es que su título solo habla de un jefe de escribas reales y en otro se le acredita como "Capataz de todas las Obras del Rey". Pero ni una sola vez es mencionado como "Arquitecto o Constructor del Rey".

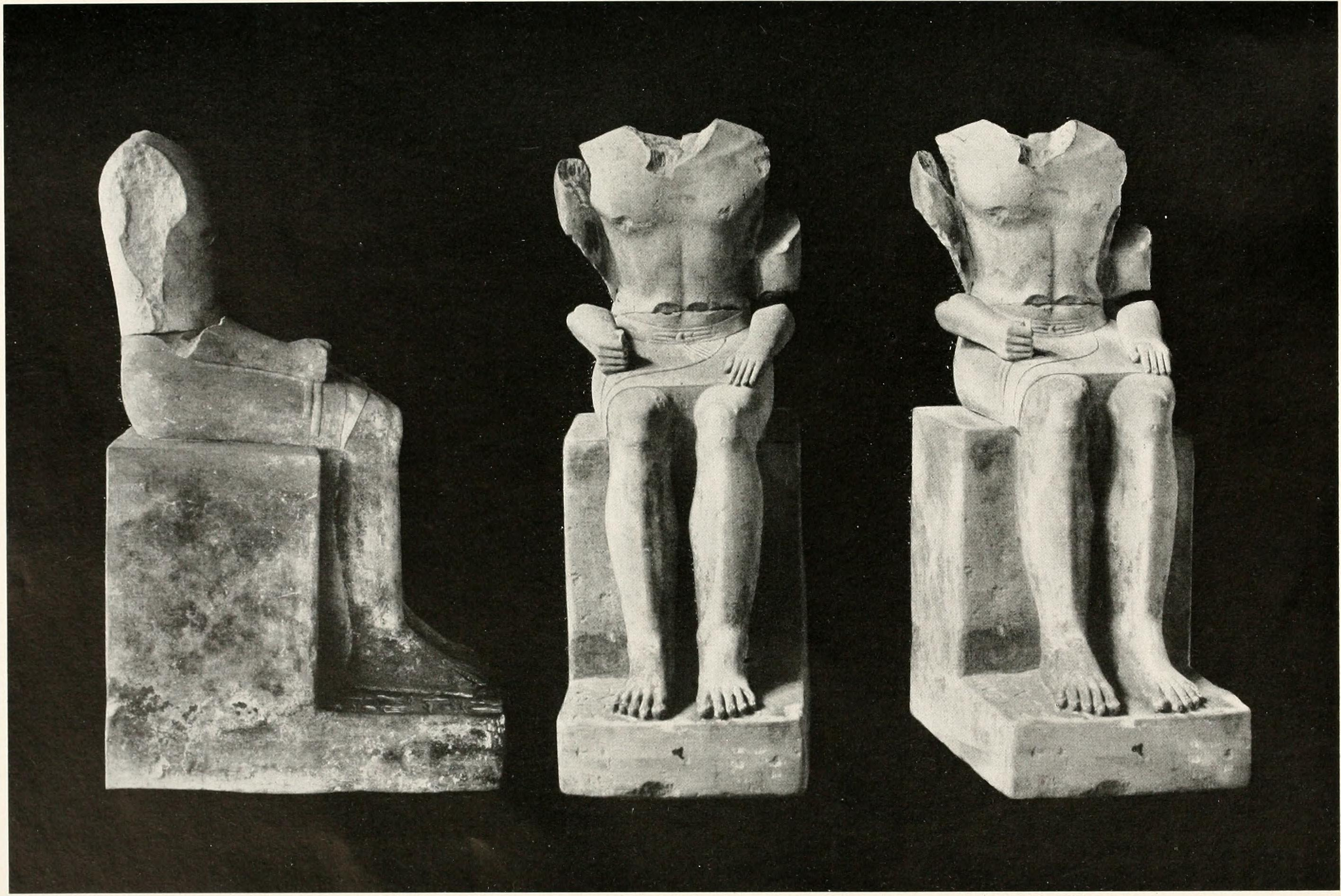
La estatua antes de ser restaurada.

La mastaba conserva su recubrimiento en caliza fina de Tura, así como algunos elementos arquitectónicos tales como resaltos que imitan la fachada de un palacio, nichos que podían albergar estelas, un cuenco de libaciones destinado al rito diario que se realizaba, y vestigios de relieves clásicos para este tipo de ritos funerarios. Algunas de las piedras están marcadas con fechas relativas al reinado de Jufu.
Además en la mastaba se encontró una estatua del chaty casi intacta, representándole de forma sedente, con un perfil aguileño y una cierta gordura, signo característico del éxito social entre los antiguos egipcios. Es uno de los raros ejemplares de la estatuaria civil de esa época que ha llegado hasta nosotros.